# Amrullah Saleh
Amrullah Saleh (în dari/paștună: امرالله صالح; n. 15 octombrie 1972, provincia Panjshir, Afganistan) este un politician afgan, prim-vicepreședinte al Afganistanului (2020—2021), ministru al afacerilor interne al Afganistanului (2018-2019), șef al Direcției Naționale a Securității afgane (2004-2010).
Amrullah Saleh a revendicat funcția de președinte interimar legitim al Afganistanului, în conformitate cu Constituția Republicii Islamice Afganistan, începând cu data de 17 august 2021, după retragerea lui Așraf Ghani Ahmadzai, din cauza ofensivei talibanilor.